# بیمه میهن
شرکت بیمه میهن (سهامی عام) در تاریخ ۱۸ شهریور ۱۳۸۷ به شماره ۳۳۰۹۰۲ در اداره ثبت شرکت‌های تهران به ثبت رسید و پروانه فعالیت آن بوسیله بیمه مرکزی جمهوری اسلامی ایران به شماره ۳۸۹۱۱ در تاریخ ۱۶ بهمن همان سال صادر گردیده‌است.
این شرکت با همکاری سازمان‌های زیر تأسیس شده‌است:
- شرکت ایجاد محیط وابسته به بنیاد مسکن انقلاب اسلامی
- شرکت تعاونی مصرف کارکنان بنیاد مسکن
- مؤسسه سازمان اقتصادی رضوی
- شرکت سرمایه‌گذاری صبا تأمین (وابسته به شرکت سرمایه‌گذاری تأمین اجتماعی)
- شرکت لیزینگ امید وابسته به شرکت مدیریت سرمایه‌گذاری امید (وابسته به بانک سپه)[۲]

## زمینه فعالیت
- انجام عملیات بیمه‌ای مستقیم در انواع رشته‌های زندگی و غیر زندگی بر اساس پروانه فعالیت صادره.
- قبول بیمه‌های اتکایی از موسسات بیمه مستقیم (دولتی، غیردولتی یا ثبت شده در مناطق آزاد) در حدود ظرفیت نگهداری شرکت و رعایت ضوابطی که بیمه مرکزی جمهوری اسلامی ایران تعیین و ابلاغ می‌نماید.
- سرمایه‌گذاری از محل سرمایه، ذخایر و اندوخته‌های فنی و قانونی در چار چوب مصوبات شورای عالی بیمه.[۳]